# 中西智之
中西 智之（なかにし ともゆき、英語：Tomoyuki Nakanishi、1976年4月10日-）は、日本の集中治療医学専門家,麻酔科であり、Vitaarsの創設者、代表取締役社長。

## 略歴
- 1976年兵庫県川西市生まれ。
- 2001年 京都府立医科大学医学部卒業。
- 2003年 熊本赤十字病院心臓血管外科。
- 2007年 横浜市立大学 麻酔科学教室 入局。
- 2009年 武蔵野赤十字病院 救急救命センター。
- 2013年 守口生野記念病院 救急科 部長。
- 2016年 株式会社T-ICU設立。

## 著作
- 『ICU・集中治療室物語－プロフェッショナルたちの静かな闘い－』. 株式会社星湖社. (1 December 2018). ISBN 978-4863721012 C0047